# Klàvdia Fomitxova
Klàvdia Iàkovlevna Fomitxova (o Fomitxeva) (rus: Кла́вдия Я́ковлевна Фомичёва, 25 de desembre de 1917, Moscou, Imperi Rus – 6 d'octubre de 1958, Moscou, URSS) fou una oficial de la Força Aèria de l'Exèrcit Roig i pilot de combat. Va lluitar en la Gran Guerra Patriòtica com a comandant d'esquadró en el 125è Regiment de la Guàrdia de Bombarders en Picat. Fomitxova va ser guardonada amb el títol d'Heroïna de la Unió Soviètica el 18 d'agost de 1945.

## Biografia

### Infància i adolescència
Klàvdia Fomitxova va néixer a Moscou, però va passar tota la seva infància al poble de Znàmenka (raion de Dankov, óblast de Lípetsk) El seu pare va morir un any després del seu naixement i més tard el seu germà gran, Valentín, que era el principal suport de la família després de la mort del pare, també va morir, de manera que la família va patir greus dificultats materials. El 1931, després de graduar-se a l'escola secundària, va ser contractada com a aprenent de comptable mentre estudiava en una escola de banca. Després de graduar-se, es va convertir en comptable al Gosbank. Era afeccionada als esports (practicava senderisme, muntanyisme i altres esports, i fins i tot va ascendir al mont Elbrús) i el 1936, quan el Gosbank va oferir cursos de planador, Fomitxova s'hi va apuntar. Les seves habilitats eren tan bones que va ser convidada a participar en l'aeroclub paramilitar. Al 1938 va obtenir la qualificació d'instructora de vol i entre 1938 i 1941 va formar joves en un aeroclub a Reütov.

### Gran Guerra Patriòtica
El 22 de juny de 1941, en el primer dia que el Tercer Reich va envair l'URSS, Fomitxova es va presentar voluntària per anar al front, i va ser acceptada pel 122è Grup d'Aviació: una unitat especial de donessota el comandament de Marina Raskova. Inicialment va optar per entrenar-se com a pilot de caça, i va dominar ràpidament els vols de l'avió UT-2 i es preparava per enlairar-se amb un avió de combat Iak-1, però Raskova, després d'examinar les seves habilitats, va decidir assignar-la al 587 Regiment d'Aviació de Bombardeig, destinat a operar el bombarder lleuger Sukhoi Su-2. El regiment va rebre més tard la designació de Guàrdies i va passar a denominar-se el 125è Regiment de Guàrdies de Bombarders de Picat. Va rebre la seva formació militar i tàctica a l'Acadèmia Militar de Vol d'Engels a l'óblast de Saràtov. La unitat va acabar utilitzant els bombarders Petliakov Pe-2 en lloc dels bombarders lleugers Sukhoi Su-2. El gener de 1943, quan el 587è va entrar per primer cop en combat, Fomitxova era comandant de vol i vicecomandant del seu esquadró. Després va agafar el comandament de l'esquadró.
Com a comandant de l'esquadró, Fomitxova va participar en l'operació Smolensk. El 17 de setembre de 1943, en el curs d'una missió de combat, l'avió de Fomitxova va resultar danyat pel foc antiaeri enemic i ella va rebre l'impacte de trossos de la cabina del pilot a la cara. Fomitxova va haver d'aterrar a l'aeròdrom d'una unitat de combat soviètic propera a la línia de front. Hi havia un avió a la pista principal, de manera que va fer l'aterratge al costat d'aquesta pista. Mentre aterrava, una roda del seu avió es va ficar en un cràter causat per una bomba. L'avió es va estavellar i es va incendiar. Els soldats que hi havia a la vora van anar corrents cap a l'avió en flames i, amb risc de les seves pròpies vides van treure els membres de la tripulació cremats. Klàvdia va patir lesions greus i cremades, va haver de fer un llarg tractament a l'hospital, però el gener de 1944 va tornar al regiment.
Des de març de 1944 va lluitar al 3r Front de Belarús. El 23 de juny de 1944, es va iniciar l'operació ofensiva belarussa "Bagration". En aquest dia, Fomitxova liderava el seu esquadró com a part d'una columna de bombarders. En la segona sortida, estava previst que l'esquadró de Fomitxova ataqués una de les fortaleses més importants que retardaven ofensiva soviètica. Klàvdia i la navegant de l'esquadró Galina Djunkóvskaia s'havien estudiat bé l'objectiu en una recent missió de reconeixement. Durant el vol, el motor esquerre de l'avió va ser tocat directament per un projectil alemany, l'operador d'artilleria i de ràdio va morir, Fomitxova va ser ferida a la cama, però va continuar pilotant l'avió en línia recta, esperant el moment en què Djunkóvskaia deixés caure bombes. Un cop assolit l'objectiu, Klàvdia va portar l'avió en flames a territori soviètic per evitar ser capturada per l'enemic i, juntament amb la seva navegant, va saltar amb paracaigudes. El rostre de Djunkóvskaia va resultar cremat, i la pròpia Fomitxova va patir cremades de segon grau.
Al desembre de 1944, Fomitxova havia volat 55 missions de combat, amb 46.750 kg de bombes llançades i 11 avions alemanys abatuts. El seu comandament va valorar la seva actuació com a pilot i com a comandant, ja que va ser decisiva en diversos casos per reduir o prevenir les pèrdues de tripulació. També va ser responsable de missions crítiques per a l'èxit de les operacions de les forces terrestres, en destruir valuosos objectius enemics.
Per decret del Presídium del Soviet Suprem de l'URSS amb data de 18 d'agost de 1945, per l'execució exemplar de les missions de combat del comandament i el coratge i heroisme mostrats en les batalles amb els invasors feixistes alemanys, Fomitxova va ser guardonada amb el títol d'Heroïna de la Unió Soviètica.

### Postguerra
Va acabar la guerra amb el rang de capità de la Guàrdia. Participà en la Desfilada de la Victòria de Moscou de 1945.
Després de la guerra, fou pilot instructor de l'Acadèmia de la Força Aèria; després va ensenyar a l'Escola d'Aviació Militar de Borissoglebsk per a pilots.El novembre de 1945, com a part de la delegació soviètica, va participar en el congrés fundador de la Federació Democràtica Internacional de Dones a París.
El 1955, Fomitxova va passar a la reserva en el rang de tinent coronel ("podpolkóvnik").
Va viure a Moscou, on va morir el 6 d'octubre de 1958. És enterrada al Cementiri de Novodévitxi.

## Memòria
Un carrer de Moscou i un de Dankov porten el nom de Fomitxova.

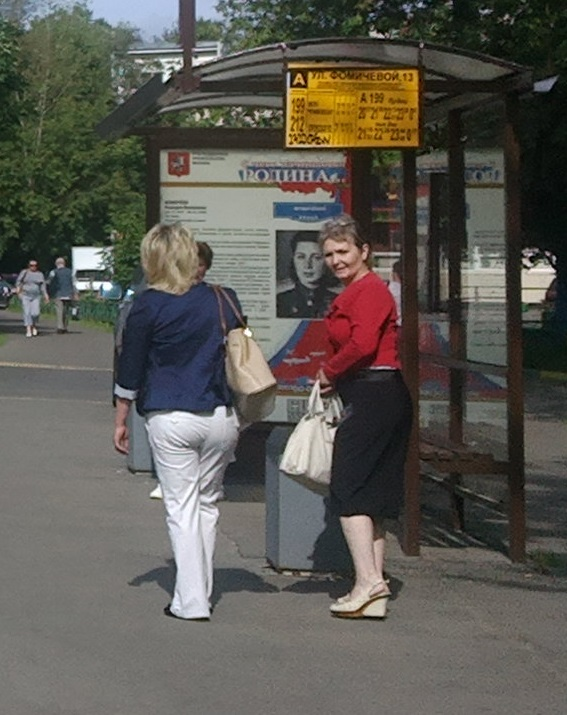
Una parada d'autobús amb el retrat de Klàvdia Fomitxova al carrer Fomitxova, Moscou